# Gewürzlilie
Die Gewürzlilie (Kaempferia galanga) ist eine in Indien heimische Pflanzenart aus der Familie der Ingwergewächse (Zingiberaceae). Neben der Nutzung als Gewürz wird das Rhizom traditionell medizinisch verwendet. Sie ist eine von vier ingwerartigen Pflanzen, die gelegentlich als Galgant bezeichnet werden.

## Beschreibung
Die Gewürzlilie ist eine stängellose, ausdauernde krautige Pflanze, die Wuchshöhen von 10 bis 15 cm erreicht. Sie legt bei ungünstiger Witterung eine Ruhephase ein, nach der sie wieder austreibt. Die Pflanze bildet meist zwei bis vier violett-grüne Laubblätter aus, die 7 bis 14 cm lang und 4 bis 9 cm breit sind. Die Blattform ist langgestreckt-rund, zur Spitze hin stark verengend und zugespitzt.

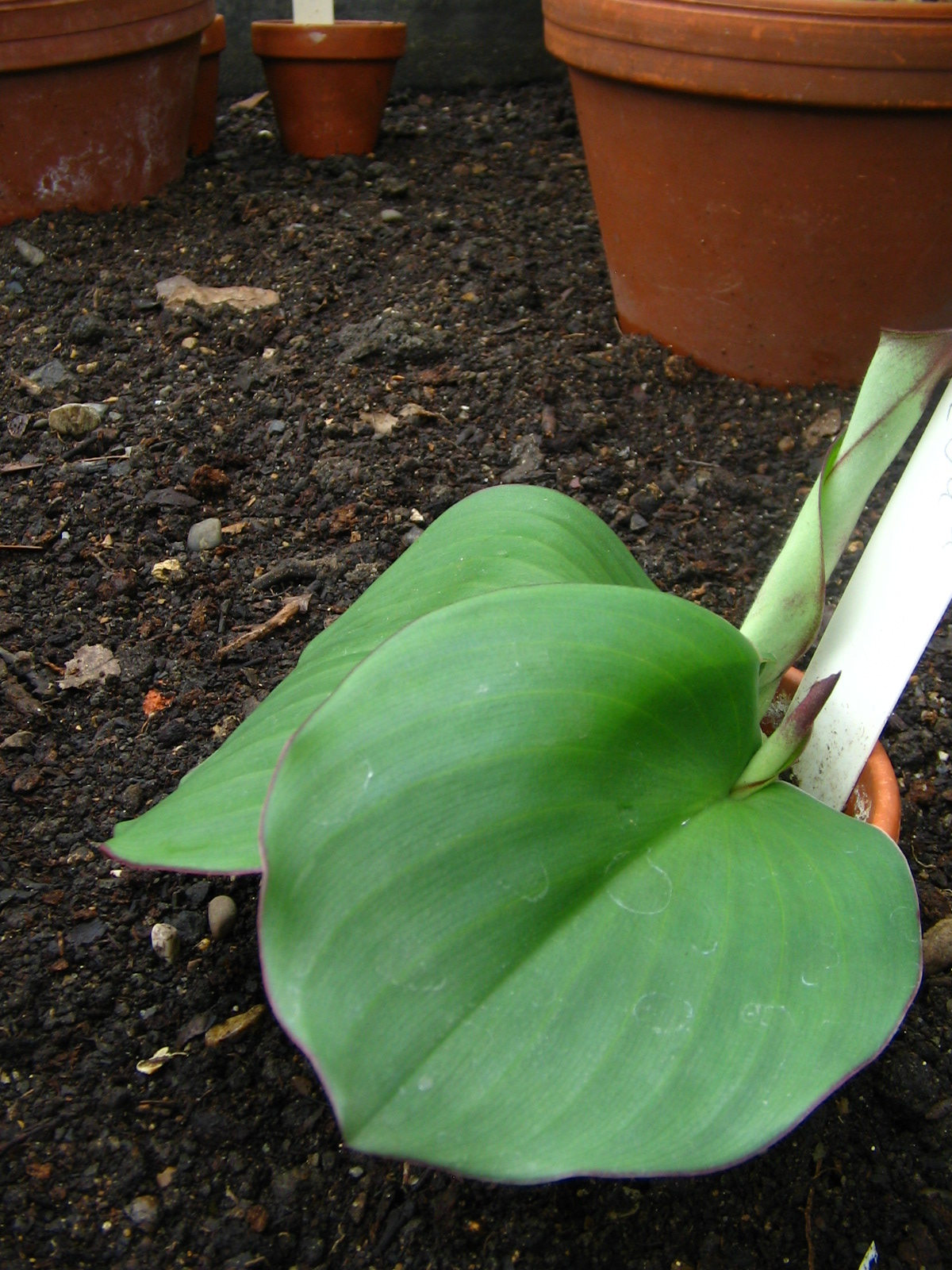
Gewürzlilie (Kaempferia galanga)

Der Blütenstand ist ein terminal stehendes Bündel, in dem jeweils nur eine der violett gezeichneten, weißen Blüten für kurze Zeit blüht. Die Blütenhüllblätter bilden eine schlanke und lange Röhre mit einer Länge von 2,5 cm, 1,5 cm langen Lappen und einem 2,5 cm langen Labellum, welches deutlich in zwei Lappen unterteilt ist.
Die Chromosomenzahl beträgt 2n = 54.

## Vorkommen
Die Gewürzlilie kommt ursprünglich vor in Indien, Assam, Bangladesh, Thailand, Kambodscha, Myanmar, Vietnam und im südlichen Yunnan.

## Verwendung
In China wird die Gewürzlilie als Gewürz verwendet, beispielsweise indem man einige Scheiben des getrockneten Rhizoms zu in Sojasoße geschmortem Fleisch hinzufügt.
In Indonesien zerreibt man das frische Rhizom zu einer Paste, mit denen man Fleisch- oder Gemüsegerichte würzt. Solche Verreibungen mit anderen Gewürzen und Schalotten sind typisch für die balinesische Küche. In Indonesien ist die Gewürzlilien-„Wurzel“ Bestandteil des populären Tonikums „Jamu“. 
In der traditionellen Medizin wird das Rhizom vor allem gegen Zahnschmerzen oder als Haarwaschmittel gegen Schuppen und Grind eingesetzt. Sowohl die ayurvedische als auch die traditionelle chinesische Medizin verwenden es.
Es wirkt stimulierend, magenstärkend und fördert Blähungen. Äußerlich wird die Gewürzlilie auch gegen Unterleibsschmerzen, Schwellungen und Rheuma eingesetzt. Untersuchungen japanischer Wissenschaftler bestätigten die cytotoxische Wirkung einiger Inhaltsstoffe der Rhizome.